# Шиолла, Кристина
Мария Кристина Шиолла (итал. Maria Cristina Sciolla, род. 29 июня 1965 года, Турин, Италия) — итальянская шорт-трекистка. Она участвовала в Зимних Олимпийских играх 1988 и Олимпийских играх 1992 годов, чемпионка мира 1989 года на дистанции 500 метров.

## Спортивная карьера
Кристина Шиолла начала выступления на международном уровне в 1982 году, участвуя на Кубке Европы. Она стала второй на дистанциях 500 и 1000 метров в общем зачёте. В 1986 году на чемпионате мира в Шамони Кристина выиграла свою первую бронзу мировых первенств. Начиная с 1986 и заканчивая 1991 годом выиграла 6 бронзовых наград, как в эстафете, так и на своей коронной дистанции 500 метров. Но лучший её результат был в Солихалле, где она победила на 500 метров.
Впервые Кристина принимала участие на Олимпиаде в Калгари, где шорт-трек был демонстрационным видом спорта и официально медали не вручались. Но вместе с подругами в эстафете выиграла золото. Итальянская команда установила новый мировой рекорд с результатом 4:45.88 сек, улучшив прежний почти на 2,5 сек, оставив позади такие команды, как Япония и Канада. На дистанции 500 метров Кристина вначале года установила мировой рекорд и была претендентом на победу, но попала только в финал "В", где заняла 2 место и общее 6 место. 
На Олимпийских играх в Альбервилле Кристина Шиолла на дистанции 500 метров заняла лишь 22 место, а в эстафете была на 7-м месте. В том же году она завершила карьеру спортсменки.

## Личная жизнь
Замужем за итальянским шорт-трекистом Хуго Херрнхофом.